# Dev (ca sĩ)
Devin Star Tailes (sinh ngày 2 tháng 7 năm 1989 tại Tracy, California), nghệ danh: Dev, là một ca sĩ nhạc dance người Mỹ. Cô nổi danh bắt đầu từ những sản phẩm âm nhạc của mình trên trang Myspace.

## Đầu đời
Dev được sinh ra ở Tracy, California với mẹ là Lisa, mộ đại lý bất động sản và cha là Riki Tailes, một nhà thầu sơn. Cô có 2 chị em trẻ là Sierra Sol và Maezee Luna. Gia đình của Dev có nguồn gốc ở Costa Rica nhưng họ sinh trưởng tại thành phố Manteca, USA. Dev mang trong mình dòng máu Bồ Đào Nha và México. Năm bốn tuổi, cô bắt đầu bơi lội và là một vận động viên của chương trình phát triển Olympic Mỹ. Cô nhập học tại trường tiểu học Brock Elliott và tốt nghiệp trường trung học Sierra trong năm 2007, cô là một thành viên của ban nhạc và dàn hợp xướng. Cô tham gia San Joaquin Delta College, nghiên cứu tiếng Anh và nghệ thuật cổ điển.

## Sự nghiệp

### 2009–10: Bắt đầu sự nghiệp
Cô được phát hiện bởi The Cataracs qua trang Myspace sau khi một người bạn của cô đăng bài hát cô tự sáng tác pha trộn với một số nhịp đập. Sau khi thấy nó họ đã liên lạc ngay với Dev. Cô đã rời trường đại học trong năm thứ nhất để theo đuổi sự nghiệp âm nhạc của mình và sau đó đã được ký kết với hãng thu âm ở Los Angeles. Quản lý hiện tại của cô là đội ngũ indie-pop The Cataracs. Sáu tháng sau đó Dev và The Cataracs đã xuất bản bài hát "2Nite" và đã được phát trên đài phát thanh, kênh truyền hình MTVU và có mặt trên bảng xếp hạng Billboard Hot Dance Airplay. năm 2010 The Cataracs sản xuất bài hát "Like a G6" hợp tác với ban nhạc hip hop Far East Movement và quyết định lấy một đoạn ngắn trong ca khúc "Booty Bounce" của Dev để làm điệp khúc. Bài hát được phát hành vào tháng 4 năm 2010 và đạt #1 tại bảng xếp hạng Billboard Hot 100 và đã được hơn ba triệu lượt tải về tại Mỹ. Trong tháng 8 năm 2010, video music cho "Booty Bounce" được thực hiện bởi đạo diễn Ethan Adler được tải lên Youtube và thu hút được hơn mười triệu lượt xem. Trong tháng 10 năm 2010 Dev đã ký hợp đồng với Universal Republic và phát hành đĩa đơn chính thức của mình "Bass Down Low".Phong cách âm nhạc Pop/Dance của Dev thường được so sánh với ca sĩ Kesha.

### 2011–13:The Night The Sun Came Up
Sau khi khá thành công với đĩa đơn đầu tay Bass Down Low (hợp tác với The Cataracs) cô đã cho ra Album đầu tay The Night the Sun Came Up được sản xuất bởi The Cataracs phát hành ngày 31/8/2011. Album đạt vị trí thứ 61 tại bảng xếp hạng Billboard Hot 200 và thứ 6 tại bảng xếp hạng US Dance/Electronic Albums. Đĩa đơn "In The Dark" được trích từ Album đạt vị trí thứ 11 tại bảng xếp hạng Billboard Hot 100 là đĩa đơn thành công nhất của Dev tính cho đến thời điểm bây giờ. Đĩa đơn được chứng nhận bạch kim tại Mỹ. Phiên bản iTunes của Album được phát hành vào ngày 26 tháng 3 năm 2012. Album gồm 12 ca khúc và 1 bonus track. Album có sự góp giọng của các tên tuổi đình đám như Enrique Iglesias, Timbaland.

## Danh sách đĩa nhạc
- The Night the Sun Came Up (2011)
- I Only See You When I'm Dreamin' (2017)

## Lưu diễn
Vai trò chính
- The Night the Sun Came Up Tour (2012)
- Bittersweet July Tour (2014–15)
- Bay Nights Tour (với Lil Debbie) (2019)

Mở màn
- The Fresh Meat Tour (với Jeffree Star) (2010–11)
- OMG Tour (với Usher) (2011)